# Šmartno ob Paki
Šmartno ob Paki este o localitate din comuna Šmartno ob Paki, Slovenia, cu o populație de 3.300 de locuitori.